# Protheriodon
Protheriodon es un género extinto de cinodonte que vivió en Brasil en el Geoparque Paleorrota durante el Triásico Medio. Está representado por la especie tipo Protheriodon estudianti.